# Tobias Kay
Tobias Kay (* 1971 in Hamburg) ist ein deutscher Schauspieler.

## Leben
Tobias Kay ist gelernter Einzelhandelskaufmann und Betriebswirt. Nach einer Schauspielausbildung am Bühnenstudio der darstellenden Künste Hamburg begann er seine Schauspielkarriere an Hamburger Off-Theatern. 2005 übernahm er eine Hauptrolle in dem Theaterstück Love Bombing am Sprechwerk Hamburg. Kay war in kleineren Rollen in verschiedenen Filmen und Fernsehserien zu sehen, bis er als „Berufssohn“ Christian von Uhlen in der Sat.1-Serie Klinik am Alex einem größeren Publikum bekannt wurde.
Mit dem 27-minütigen Kurzfilm Warmes gegen Bares (2006/2008) gab Kay sein Regiedebüt.
2019 produzierte Kay gemeinsam mit dem Münchener Regisseur und Produzent Manuel Weiss den Spielfilm Tag X, in dem er auch eine der Hauptrollen übernahm.
2021 produzierte Kay erneut mit Manuel Weiss den Spielfilm „Im Wald“, der am 28. Oktober 2021 seine Premiere auf den 55. Internationalen Hofer Filmtagen feierte.

## Filmografie
- 2006: Küstenwache (Fernsehserie, Folge Das Totenschiff)
- 2007: Die Rettungsflieger (Fernsehserie, Folge Vertrauensfragen)
- 2008: Die Weisheit der Wolken
- 2008–2012: Klinik am Alex (Fernsehserie)
- 2009: Family Business (Abschlussfilm MHMK Köln)
- 2009: Alarm für Cobra 11 – Die Autobahnpolizei (Fernsehserie, Folge Rhein in Flammen)
- 2011: Küstenwache (Fernsehserie, Folge Ein tödliches Spiel)
- 2011: Der Mann auf dem Baum
- 2011: Extinction – The G.M.O. Chronicles
- 2012: Milla
- 2012: Countdown – Die Jagd beginnt (Fernsehserie, Folge Schulmädchen)
- 2012: Heiter bis tödlich: Morden im Norden (Fernsehserie, Folge Tödliche Heilung)
- 2016: Dora Heldt: Wind aus West mit starken Böen
- 2018: SOKO Wismar (Fernsehserie, Folge Taxi Blues)
- 2020: Tag X (Spielfilm)
- 2021: Im Wald (Spielfilm)
- 2023: Hubert ohne Staller (Fernsehserie, Folge Welpenschutz)